# Bulería
Bulería is flamencoritme, een twaalftels compás met nadruk op de 3, 6, 8, 10 en 12.
Omdat er zo weinig gedocumenteerd is over flamenco wordt er over de herkomst van de naam "bulerias" ook weer veel gespeculeerd, net als bij alle andere flamencostijlen.
Gezien het karakter van deze stijl, vrolijk, uitbundig en speels, lijkt de verklaring dat het woord bulerias hoogstwaarschijnlijk samenhangt met het woord "burla" -burlesque- wat spot, plagerij betekent, het meest logisch.
Over het ontstaan van deze stijl bestaat ook weer onduidelijkheid en er gelden ook hierbij weer verschillende opvattingen. Een van de meningen is dat de bulerias zich ontwikkeld zou hebben uit de alegrias, deze hebben hetzelfde twaalftels compás (ritmestructuur) en geleidelijk aan zouden de liederen van deze bulerias de drieregelige coupletten van de soleá corta overgenomen hebben.
Een andere mening is dat, voordat de bulerias als geheel opzichzelfstaande stijl bestond, het een onderdeel van de soleares geweest zou zijn, namelijk het afsluitstuk, de remate, van deze stijl. Er bestond behoefte om de soleares, die smartelijk van aard is, op een vrolijke toon af te sluiten zodat er een soort bevrijding, opluchting ontstond na de dramatische soleá.
Onder de verschillende flamencostijlen nemen de bulerias de plaats in van de meest feestelijke. In deze stijl vormen gitaar, zang en dans een perfect samengaan, waarbij geleidelijk aan en keer op keer naar een hoogtepunt toegewerkt wordt. Het is de feeststijl bij uitstek en iedereen in de dans en zang is vrij om zijn eigen interpretatie uit te voeren; kalm, beheerst, nauwelijks met voetenwerk, heftig ritmisch of met veel gecompliceerd voetenwerk, alles kan en mag maar je moet je wel houden aan de regels van het compás.
Iedereen rond de uitvoerende artiest speel een rol, waardoor palmas en jaleo heel belangrijk bij het uitvoeren van bulerias; dit alles verhoogt de beleving van deze bijzondere vorm van flamenco. Vaak wordt de buleria aan het einde van de samenkomst gespeeld (dus ook bij ' gewone' optredens), waarbij de gitaristen door de dansers worden uitgenodigd tot een dansje...
Hoewel de teksten van de liederen van de bulerias in het algemeen de vrolijkste en luchtigste zijn kan men toch een onderscheid maken tussen twee verschillende vormen: de meest feestelijke variant, de bulerias para el baile (voor de dans), zijn het snelst en het meest uitgelaten, en de bulerias om te luisteren, deze zijn langzamer gezongen en hebben wat meer inhoud.
De bulerias wordt op de gitaar (meestal)  "por medio" (A [groot]-frygisch) gespeeld.
Hoewel er verschillende stijlen binnen de zang van de bulerias bestaan, ingedeeld naar plaats van herkomst (Utrera, Alcalá, Triana, Jerez, Los Puertos en Cádiz) worden de bulerias de Jerez toch als de meest toonaangevende beschouwd.